# Định lý Blaschke–Lebesgue

Một tam giác Reuleaux, một đường cong có chiều rộng không đổi với diện tích nhỏ nhất trong số những tập lồi có cùng chiều rộng.

Trong hình học phẳng, định lý Blaschke–Lebesgue hay bất đẳng thức Blaschke–Lebesgue phát biểu rằng tam giác Reuleaux có diện tích nhỏ nhất trong số tất cả các đường cong có chiều rộng không đổi cho trước. Wilhelm Blaschke và Henri Lebesgue đã chứng minh định lý này một cách độc lập đầu thế kỷ 20.

## Lịch sử
Định lý Blaschke–Lebesgue được phát biểu và chứng minh một cách độc lập bởi Henri Lebesgue năm 1914 và Wilhelm Blaschke năm 1915. Kể từ đó, đã có một số chứng minh khác được đưa ra.

## Phát biểu
Chiều rộng của một tập lồi K trong mặt phẳng Euclid được định nghĩa bằng khoảng cách nhỏ nhất giữa hai đường thẳng song song bao chứa nó. Hai đường thẳng đó đều phải tiếp tuyến ở hai cạnh đối diện của K. Một đường cong có chiều rộng không đổi là ranh giới của một tập lồi với tính chất sau: với mỗi hướng cho trước, hai đường thẳng tiếp tuyến theo hướng đó ở hai cạnh đối diện của đường cong cách nhau một khoảng không đổi bằng chiều rộng. Một số ví dụ của những đường cong này bao gồm đường tròn và tam giác Reuleaux, một tam giác cong hình thành bởi các hình cung với tâm là các đỉnh của một tam giác đều và đi qua hai đỉnh còn lại. Diện tích giới hạn bởi tam giác Reuleaux với chiều rộng w là
{\displaystyle {\frac {1}{2}}(\pi -{\sqrt {3}})w^{2}\approx 0.70477w^{2}.}
Định lý Blaschke–Lebesgue nói đây là diện tích nhỏ nhất có thể của một đường cong có chiều rộng không đổi w, với dấu bằng xảy ra khi và chỉ khi đường cong đó là một tam giác Reuleaux.

## Trong mặt phẳng khác
Định lý trên cũng đúng trong mặt phẳng hyperbol. Với mọi hàm khoảng cách lồi trên mặt phẳng (khoảng cách ở đây là norm của hiệu vectơ hai điểm, với một norm bất kỳ), một định lý tương tự cũng đúng, trong đó đường cong có chiều rộng không đổi với diện tích nhỏ nhất là phần giao của ba đĩa metric, mỗi đĩa có đường giới hạn đi qua hai đĩa kia.

## Ứng dụng
Định lý Blaschke–Lebesgue đã được dùng để đưa ra một chiến thuật tối ưu trong trường hợp tổng quát của trò chơi Battleship, trong đó một người chơi bố trí những chiến hạm trên bảng lưới nguyên và một người chơi khác cố gắng xác định vị trí của tàu với số lần đoán sai ít nhất. Với con tàu có n điểm lưới, có thể giới hạn số lần đoán sai trong O(log log n).

## Bài toán liên quan
Theo bất đẳng thức đẳng chu, đường cong có chiều rộng không đổi trong mặt phẳng Euclid với diện tích lớn nhất là một đường tròn. Chu vi của một đường cong có chiều rộng không đổi w là π w, bất kể hình dạng của nó; đây chính là định lý Barbier.
Hiện chưa rõ bề mặt có chiều rộng không đổi nào trong không gian ba chiều có thể tích nhỏ nhất. Bonnesen và Fenchel năm 1934 đưa ra giả thuyết thể tích nhỏ nhất đạt được với hai vật thể Meissner thu được sau khi làm tròn một số cạnh của tứ diện Reuleaux, nhưng đến nay vẫn chưa được chứng minh.